# Thyene
Thyene Simon, 1885 è un genere di ragni appartenente alla famiglia Salticidae.

## Distribuzione
Le 46 specie oggi note di questo genere sono state rinvenute in Africa, Europa, Queensland, Cina, Filippine, Bali e Nepal.
In Italia è stata reperita una sola specie di questo genere, la T. imperialis

## Tassonomia

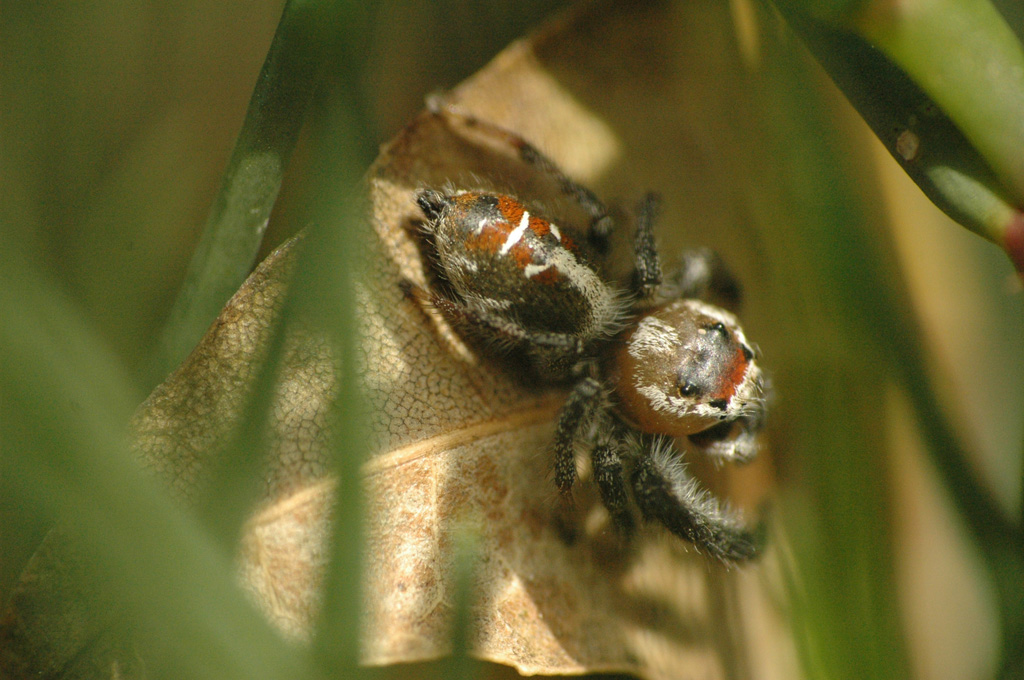
Thyene sp.

Considerato un sinonimo posteriore di Mithion Simon, 1884 a seguito di un lavoro di Prószynski del 1997 (attraverso il trasferimento della specie tipo che precedentemente era appunto classificata nel genere Mithion dalla ICZN).
Ritenuto anche un sinonimo posteriore di Gangus Simon, 1902 a seguito di un lavoro degli aracnologi Prószynski & Deeleman-Reinhold, 2010 e di Paramodunda Lessert, 1925 attraverso due studi di Prószynski del 1990 e del 1992.
A dicembre 2010, si compone di 46 specie e tre sottospecie:
1. Thyene aperta (Peckham & Peckham, 1903) — Africa occidentale, Zimbabwe
2. Thyene australis Peckham & Peckham, 1903 — Congo, Africa meridionale
3. Thyene bilineata Lawrence, 1927 — Namibia
  - Thyene bilineata striatipes Lawrence, 1927 — Namibia
4. Thyene bivittata Xie & Peng, 1995 — Cina, Nepal
5. Thyene bucculenta (Gerstäcker, 1873) — Africa orientale
6. Thyene chopardi Berland & Millot, 1941 — Niger
7. Thyene coccineovittata (Simon, 1886) — Africa occidentale
8. Thyene concinna (Keyserling, 1881) — Queensland
9. Thyene corcula (Pavesi, 1895) — Etiopia
10. Thyene coronata Simon, 1902 — Africa meridionale
11. Thyene dakarensis (Berland & Millot, 1941) — Senegal
12. Thyene damarensis Lawrence, 1927 — Namibia
13. Thyene dancala Caporiacco, 1947 — Etiopia
14. Thyene decora (Simon, 1902) — Queensland
15. Thyene gangoides Prószynski & Deeleman-Reinhold, 2010 — Bali
16. Thyene grassei (Berland & Millot, 1941) — Africa occidentale
17. Thyene imperialis (Rossi, 1846)[3] — Vecchio Mondo (presente in Italia)
18. Thyene inflata (Gerstäcker, 1873) — Africa, Madagascar
19. Thyene longula (Simon, 1902) — Queensland
20. Thyene manipisa (Barrion & Litsinger, 1995) — Filippine
21. Thyene natalii Peckham & Peckham, 1903 — Africa meridionale
22. Thyene nigriceps (Caporiacco, 1949) — Kenya
23. Thyene ogdeni Peckham & Peckham, 1903 — Sudafrica
  - Thyene ogdeni leighi (Peckham & Peckham, 1903) — Sudafrica
  - Thyene ogdeni nyukiensis Lessert, 1925 — Africa orientale
24. Thyene orbicularis (Gerstäcker, 1873) — Africa orientale
25. Thyene orientalis Zabka, 1985 — Cina, Vietnam
26. Thyene ornata Wesolowska & Tomasiewicz, 2008 — Etiopia
27. Thyene phragmitigrada Metzner, 1999 — Grecia
28. Thyene pulchra Peckham & Peckham, 1903 — Sudafrica
29. Thyene punctiventer (Karsch, 1879) — Africa occidentale
30. Thyene radialis Xie & Peng, 1995 — Cina
31. Thyene rubricoronata (Strand, 1911) — Isole Kei (Indonesia)
32. Thyene scalarinota Strand, 1907 — Sudafrica
33. Thyene semiargentea (Simon, 1884) — Sudan, Uganda, Tanzania
34. Thyene sexplagiata (Simon, 1910) — São Tomé
35. Thyene similis Wesolowska & van Harten, 2002 — Socotra
36. Thyene splendida Caporiacco, 1939 — Etiopia
37. Thyene striatipes (Caporiacco, 1939) — Africa orientale
38. Thyene subsplendens Caporiacco, 1947 — Africa orientale
39. Thyene tamatavi (Vinson, 1863) — Madagascar
40. Thyene thyenioides (Lessert, 1925) — Africa
41. Thyene triangula Xie & Peng, 1995 — Cina
42. Thyene typica Jastrzebski, 2006 — Nepal
43. Thyene varians Peckham & Peckham, 1901 — Madagascar
44. Thyene villiersi Berland & Millot, 1941 — Costa d'Avorio
45. Thyene vittata Simon, 1902 — Etiopia, Sudafrica
46. Thyene yuxiensis Xie & Peng, 1995 — Cina, Nepal

### Sinonimie
- Thyene strandi Caporiacco, 1939; gli esemplari, reperiti in Etiopia, a seguito di un lavoro degli aracnologi Wesolowska & Haddad del 2009, sono stati posti in sinonimia con Thyene natalii Peckham & Peckham, 1903[1].

### Specie trasferite
- Thyene canestrinii (Ninni, 1868); trasferita al genere Mendoza[1].
- Thyene carlini (Peckham & Peckham, 1903); trasferita al genere Menemerus.
- Thyene gridellii (Caporiacco, 1934); trasferita al genere Mendoza.
- Thyene hotingchiehi (Schenkel, 1963); trasferita al genere Mendoza.
- Thyene memorabilis (O. P.-Cambridge, 1876); trasferita al genere Mendoza.
- Thyene pichoni (Schenkel, 1963); trasferita al genere Mendoza.
- Thyene sexmaculatus (C. L. Koch, 1846); trasferita al genere Opisthoncus.
- Thyene tschekiangensis (Schenkel, 1963); trasferita al genere Mendoza.

### Nomen nudum
- Thyene indica Prószynski, 1992; esemplare non reperito per ulteriori studi, da ritenersi attualmente nomen nudum[1].